# تریپیتاکا کوریانا

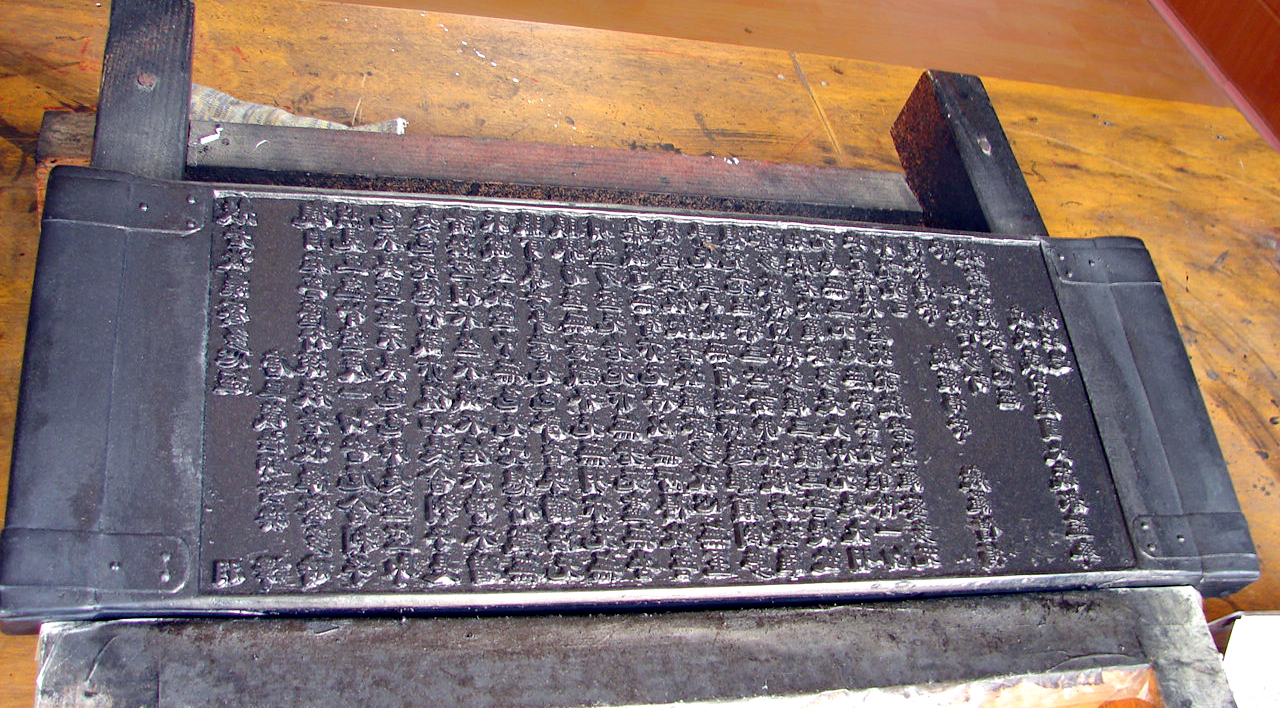
تریپیتاکا کوریانا

تریپیتاکا کوریانا ( گوریو تریپیتاکا ) یا پالمان داییجانگ یونگ مجموعه‌ای کره‌ای از کتاب مقدس ترپیتاکا است که در قرن سیزدهم بر روی ۸۱۲۵۸ قطعه چوبی حکاکی شده‌است . این مجموعه، جامع‌ترین و قدیمی‌ترین نسخه قوانین بودایی در جهان است که در هانجا و متن آن خطای مشهودی وجود ندارد . این متن‌ها شامل ۵۲۳۸۲۹۶۰ کاراکتر است که ۱۴۹۶ عنوان و ۶۵۶۸ جلد را تشکیل داده‌اند .
این مجموعه نوشتارهای مقدس بودایی به همراه معبد هائینسا در سال ۱۹۹۵ در فهرست میراث جهانی یونسکو به ثبت رسید.